# Quintana Roo (Iucatã)
Quintana Roo é um município do estado do Iucatã, no México. A população do município calculada no censo 2005 era de 965 habitantes.